# Giovanni Battista Cipriani
Pour les articles homonymes, voir Cipriani.
 (août 2024).
Si vous disposez d'ouvrages ou d'articles de référence ou si vous connaissez des sites web de qualité traitant du thème abordé ici, merci de compléter l'article en donnant les références utiles à sa vérifiabilité et en les liant à la section « Notes et références ».
Giovanni Battista Cipriani, né en 1727 à Florence en Toscane et mort en 1785 à Hammersmith au Royaume-Uni, est un graveur et peintre italien rococo et néoclassique du XVIIIe siècle actif surtout en Angleterre.

## Biographie
Giovanni Battista Cipriani est un peintre et un graveur italien, né à Florence mais pistoiese d'adoption.
Ses premières leçons lui ont été données par un peintre florentin d'ascendance anglaise né à Pise, Ignazio Hugford, puis par Anton Domenico Gabbiani, le maître du précédent.
De 1750 à 1753, il est à Rome et il y fait la connaissance de l'architecte Sir William Chambers et du sculpteur Joseph Wilton (en), qu'il accompagne ensuite en Angleterre en août 1755.
Ayant déjà peint deux tableaux à l'abbaye de San Michele Pelago à Pistoia, ceux-ci avaient déjà fait sa réputation et à son arrivée en Angleterre, il est commissionné par Lord Tilney, duc de Richmond et d'autres nobles.
Lorsque son ami Sir William Chambers a conçu le Albany (en) à Londres pour Lord Holland, Cipriani en peint le plafond.
Il peint aussi une partie d'un plafond du palais de Buckingham, et une chambre avec des thèmes poétiques à Standlynch dans le Wiltshire.
Parmi ses chefs-d'œuvre, on remarque ses créations dans Somerset House, construite aussi par son ami Chambers.
Il a réalisé non seulement les décorations pour l'intérieur de la partie nord, mais aussi « l'ensemble des sculptures dans les différentes parties de Somerset House.
Seuls les tableaux en bronze de Bacon ont été sculptés à partir de dessins réalisés par Cipriani. » Ainsi que les cinq masques constituant les clés de voûtes de la cour sur le côté du vestibule, et les deux au-dessus des portes menant à l'aile nord du bâtiment, qui sont tous attribués à Joseph Nollekens.
Le groupe grotesque ornant la porte principale sur trois côtés du quadrilatère et la porte centrale sur la terrasse semblent également avoir été conçus par Cipriani.
Les appartements réalisés par Sir William Chambers (1750) pour l'imposant palais qui ont été affectés à la Royal Academy, doivent beaucoup à la grâce et au coup de pinceau de Cipriani.
Le panneau central du plafond de la bibliothèque a été peint par sir Joshua Reynolds, mais les quatre niches dans les baies, représentant Allégorie, Fable, Nature et Histoire, sont l'œuvre de Cipriani.
Ces peintures représentent pour Somerset House, avec l'emblématique plafond peint par Cipriani de ce qu'autrefois la bibliothèque représentait pour la Royal Society.
Il était naturel que Cipriani se consacrât à la décoration des appartements de l'académie dont il a été un des fondateurs (1768) et dont il avait dessiné le diplôme (par la suite gravé par Francesco Bartolozzi). En reconnaissance de ses services, les membres l'ont honoré en 1769 avec une coupe en argent sur laquelle figure une inscription commémorative.
Il a été beaucoup employé par les éditeurs, pour qui il a réalisé des dessins à la plume et à encre (parfois de couleur). Son ami Bartolozzi a gravé la plupart d'entre eux.
Ses dessins sont visibles à la fois dans le British Museum et au Victoria and Albert Museum.
Ses gravures les plus renommées sont La Mort de Cléopâtre d'après Benvenuto Cellini ; La Descente du Saint-Esprit d'après Gabbiani et des portraits pour les Mémoires d'Hollis (1780).
Il a peint des dessins allégoriques du Gold State Coach (carrosse royal) qui était encore en service en 1782, et a réparé les peintures de Antonio Verrio à Windsor et les plafonds de Rubens de la Maison des banquets à Whitehall.
Cipriani a aussi excellé dans la décoration de meubles. 
Il a conçu de nombreux groupes, de nymphes et amoretti, des sujets en médaillon pour former les centres des bandes d'ornement qui ont été continuellement reproduites sur les élégants meubles en bois et satin anglais et devenues des références jusqu'à la fin du XVIIIe siècle.
Parfois, ses dessins ont été incrustés en marqueterie, mais le plus souvent ils ont été peints sur le bois satiné qui font la particularité de toute la gamme du mobilier anglais. 
Il ne fait guère de doute que certains meubles conçus par Adams ont été peints par Cipriani lui-même. 
Il a également dessiné occasionnellement pour les poignées de tiroirs et les portes.
Cipriani a épousé une dame anglaise (1761), de laquelle il a eu deux enfants.
Il est mort à Hammersmith et enterré à Chelsea où Bartolozzi a érigé un monument en sa mémoire.

## Élèves
Parmi les élèves de Cipriani ont compte John Alexander Gresse (1741-1794), Charles Grignion le Jeune et Mauritius Lowe (en) (?? -1793).

## Œuvres

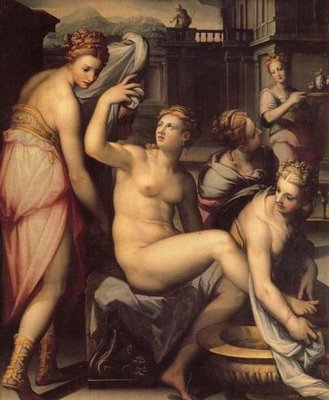
Le Bain de Bethsabée (1750).

- Fine Arts Museums of San Francisco :
  - Page titre,
  - Six putti représentant les arts (1785),
  - Buste de John Milton (1740).
- Portrait d'un enfant avec une poupée, Museum of Fine Arts, Boston.
- Courtauld Institute of Art, Londres, Royaume-Uni :
  - Enfant qui dort,
  - Dame appuyée contre un vase ornemental,
  - Bras écorché,
  - Figure assise sur un chariot tiré par un lion (ornement).
- Adam et Ève, Satyre attaquant deux baigneuses nues, Los Angeles County Museum,
- Le Bain de Bethsabée,
- Le duc de Northumberland et Suffolk priant Lady Jane Grey d'accepter la couronne,
- La Jalousie de Darnley,
- Richard duc d'York disant au revoir à sa mère, Elizabeth Woodville, dans le sanctuaire de Westminster,
- Deux Anges.

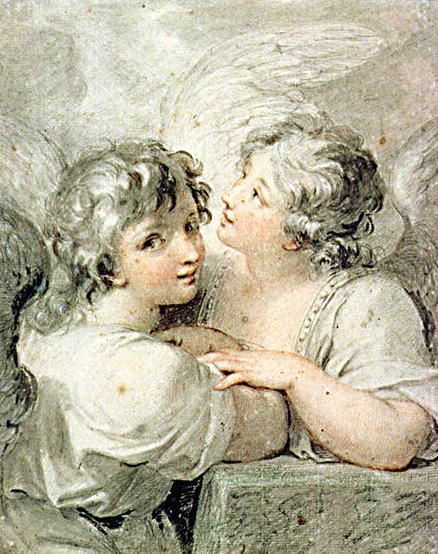
Deux anges.
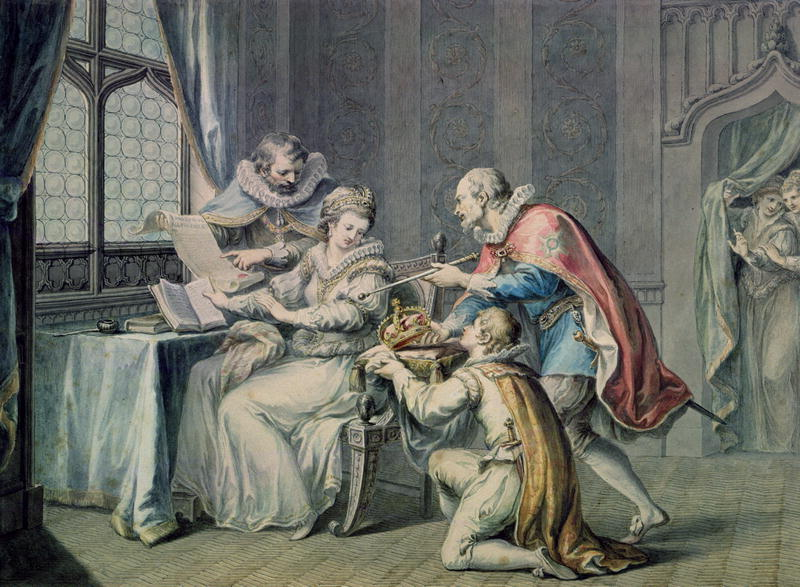
Le duc de Northumberland et Suffolk priant Lady Jane Grey d'accepter la couronne.
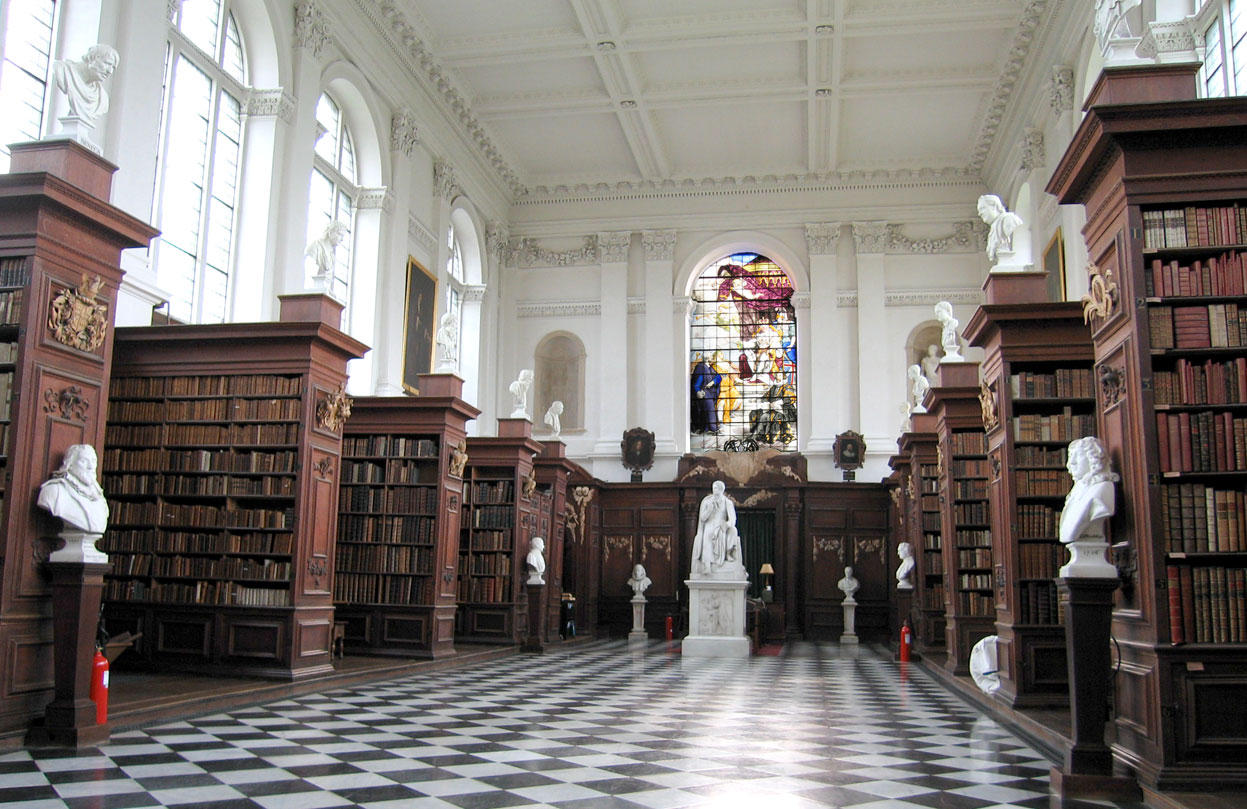
Intérieur de la Wren Library à Cambridge.
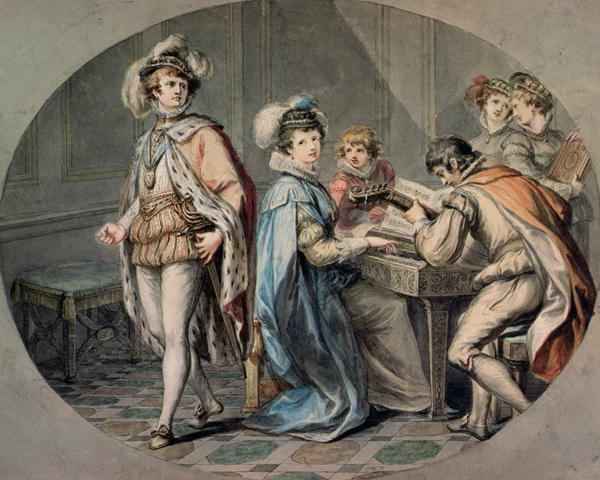
La jalousie de Darnley.
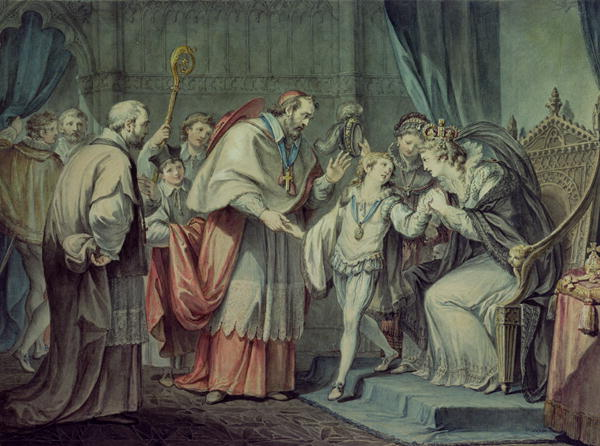
Richard duc d'York, disant au revoir à sa mère, Elizabeth Woodville, dans le sanctuaire de Westminster.